# Chynów (gromada w powiecie grójeckim)
Chynów – dawna gromada, czyli najmniejsza jednostka podziału terytorialnego Polskiej Rzeczypospolitej Ludowej w latach 1954–1972.
Gromady, z gromadzkimi radami narodowymi (GRN) jako organami władzy najniższego stopnia na wsi, funkcjonowały od reformy reorganizującej administrację wiejską przeprowadzonej jesienią 1954 do momentu ich zniesienia z dniem 1 stycznia 1973, tym samym wypierając organizację gminną w latach 1954–1972.
Gromadę Chynów z siedzibą GRN w Chynowie utworzono – jako jedną z 8759 gromad – w powiecie grójeckim w woj. warszawskim, na mocy uchwały nr VI/10/5/54 WRN w Warszawie z dnia 5 października 1954. W skład jednostki weszły obszary dotychczasowych gromad Budy Sułkowskie, Chynów, Edwardów, Grobice, Grobice Nowe, Hipolitów, Jakubowizna, Lasopole, Sułkowice, Wenszelówka, Widok, Wola Chynowska i Wola Pieczyska ze zniesionej gminy Drwalew w tymże powiecie. Dla gromady ustalono 21 członków gromadzkiej rady narodowej.
31 grudnia 1959 do gromady Chynów przyłączono obszar zniesionej gromady Budziszynek w tymże powiecie (bez wsi Budziszyn, Franciszków i Pawłówka).
31 grudnia 1961 do gromady Chynów włączono wsie Henryków, Janów, Martynów, Piekut i Watraszew ze zniesionej gromady Watraszew w tymże powiecie.
Gromada przetrwała do końca 1972 roku, czyli do kolejnej reformy gminnej. 1 stycznia 1973 w powiecie grójeckim utworzono gminę Chynów.